# Antonella Landi
Antonella Landi (San Giovanni Valdarno, 1º febbraio 1966) è una blogger e scrittrice italiana.

## Biografia
Nasce e cresce nel Valdarno, una valle a cavallo tra le province di Arezzo e Firenze, nel paese di San Giovanni.
Nel vicino comune di Montevarchi frequenta la sezione distaccata del liceo classico Francesco Petrarca di Arezzo.
Si trasferisce poi a Firenze, dove vive, per frequentare l'università e conseguire la sua Laurea in Lettere e Filosofia.
Nel 2005 comincia a tenere un blog su Splinder, inizialmente in forma anonima, nel quale racconta in chiave ironica le proprie esperienze giornaliere, traendo spunto dall'ambito scolastico, divenuto il suo contesto lavorativo.
Il successo crescente del blog attira l'attenzione della casa editrice Mondadori, per la quale, nel 2007, pubblica il suo primo libro: La profe. Diario di un'insegnante con gli anfibi, ispirato in gran parte alle storie contenute nel blog.
Nel 2008, la stessa casa editrice ha pubblicato anche il secondo libro di Antonella Landi: Storia (parecchio alternativa) della letteratura italiana, nel quale l'autrice narra aneddoti e note biografiche poco conosciuti riguardanti una selezione di celebri autori italiani.
Nel 2010, infine, esce, sempre edito da Mondadori, il suo terzo libro: Tutta colpa dei genitori. La versione della profe, nel quale vengono analizzati (e spesso canzonati) i mutati rapporti tra i genitori degli alunni, gli insegnanti e gli alunni stessi.
Con la collega ed amica Silvia Collini, pubblica nel 2016 per la casa editrice G.D'Anna Controvento, un'antologia da utilizzare nelle scuole secondarie di secondo grado per riscoprire il piacere di leggere e di scrivere.
Antonella Landi insegna Lettere in un istituto medio-superiore di Firenze. Dal 2008 cura una rubrica settimanale sulle pagine fiorentine del Corriere della Sera.

## Opere principali
- La profe. Diario di un'insegnante con gli anfibi, Milano, Mondadori, 2007[4]
- Storia (parecchio alternativa) della letteratura italiana, Milano, Mondadori, 2008[5]
- Tutta colpa dei genitori. La versione della profe, Milano, Mondadori, 2010[6]
- Controvento. L'antologia per scoprire il piacere di leggere e scrivere, Firenze, G. D'Anna, 2016